# Salbert Ferenc
Ferenc Salbert (Nancy, 1960. augusztus 5. –) rúdugró, aki magyar, majd francia színekben szerepelt.

## Életrajz
A legnagyobb fedett pályás ugrásával (5,90 m) 1987-ben a második legjobb rúdugró volt Szergej Bubka mögött.
Magyar színekben a legjobb eredményét az 1982-es athéni Európa-bajnokságon érte el 5,25 m-rel.
A Magyar Atlétikai Szövetség Salbert Ferencet 2002. november 10-én  alelnökének választotta.

## Eredményei francia színekben
- 1987-es fedett pályás atlétikai Európa-bajnokság: 5,85 m – II. hely
- 1987-es fedett pályás atlétikai világbajnokság: 5,80 m – IV. hely
- 1987-es atlétikai világbajnokság: 5,50 m – X. hely
- 1989-es frankofón játékok: 5,65 m – I. hely
- 1990-es atlétikai Európa-bajnokság: 5,60 m – VII. hely
- 1991-es fedett pályás atlétikai világbajnokság: 5,70 m – III. hely

## Fordítás
- Ez a szócikk részben vagy egészben  a   Ferenc Salbert című angol Wikipédia-szócikk ezen változatának fordításán alapul.  Az eredeti cikk szerkesztőit annak laptörténete sorolja fel. Ez a jelzés csupán a megfogalmazás eredetét és a szerzői jogokat jelzi, nem szolgál a cikkben szereplő információk forrásmegjelöléseként.